# آندره‌آ مانچینی
آندره‌آ مانچینی (به ایتالیایی: Andrea Mancini) (زاده ۱۳ سپتامبر ۱۹۹۲ جنوا) بازیکن فوتبال اهل ایتالیا است. او تاکنون در تیمهای اینتر میلان، منچستر سیتی، مونزا و بولونیا بازی کرده است او فرزند روبرتو مانچینی و همچنین برادر فیلیپو مانچینی است. او در سال ۲۰۲۳ به عنوان رئیس بخش استعدادیابی به باشگاه سمپدوریا پیوست.او در سال ۲۰۲۴ به عنوان عضوی از تیم مدیریت ورزشی به بارسلونا ملحق شد. ‏او در سال ۲۰۲۵ از بارسلونا جدا شد و برای کمک به سمپدوریا بازگشت..